# Angleton
Angleton è un centro abitato degli Stati Uniti d'America, situato nella contea di Brazoria dello Stato del Texas.

## Società

### Evoluzione demografica
Secondo il censimento del 2000, 18.130 persone, 6.508 nuclei familiari, e 4.894 famiglie risiedevano nella città. La densità di popolazione era di 1.716,3 persone per miglio quadrato (662,9/km²). C'erano 7.220 unità abitative a una densità media di 683,5 per miglio quadrato (264,0/km²). La composizione etnica della città era formata dal 63,21% di bianchi, il 23,19% di ispanici o latinos, l'11,38% di afroamericani, lo 0,47% di nativi americani, l'1.12% di asiatici, lo 0,04% di isolani del Pacifico, il 9,63% di altre razze, e il 2,15% di due o più etnie.
Dei 6.508 nuclei familiari, il 41,0% avevano figli di età inferiore ai 18 anni, il 56,5% erano coppie sposate conviventi, il 13,9% aveva un capofamiglia femmina senza marito, e il 24,8% non erano famiglie. Circa il 21,2% di tutti i nuclei familiari erano individuali, e l'8.7% aveva componenti con un'età di 65 anni o più che vivevano da soli. Il numero di componenti medio di un nucleo familiare era di 2,75 e quello di una famiglia era di 3,19.
Vi erano il 29,8% di persone sotto i 18 anni, il 9,0% di persone dai 18 ai 24 anni, il 30,3% di persone dai 25 ai 44 anni, il 20,1% di persone dai 45 ai 64 anni, e il 10,8% di persone di 65 anni o più. L'età media era di 33 anni. Per ogni 100 femmine, c'erano 94,0 maschi. Per ogni 100 femmine dai 18 anni in giù, c'erano 88,9 maschi.
Il reddito medio di un nucleo familiare era di 42.184 dollari, e per una famiglia era di 50.019 dollari. I maschi avevano un reddito medio pro capite di 39.711 dollari contro i 23.508 dollari delle femmine. Il reddito medio pro capite totale era di 17.915 dollari. Circa l'8.9% delle famiglie e l'11,1% della popolazione erano sotto la soglia di povertà, incluso il 14,4% di persone sotto i 18 anni e il 13,8% di persone di 65 anni o più.